# HD 203955
HD 203955，又名CP-80 1017，SAO 258904、HR 8201，是一颗恒星，视星等为6.47，位于銀經311.99，銀緯-33.3，其B1900.0坐标为赤經21h 20m 10.2s，赤緯-80° -33.3′ 33″。